# Mustafa Kaya
Mustafa Kaya (Amsterdam, 4 augustus 1989) is een Nederlandse voetballer van Turkse afkomst. De spits staat op dit moment onder contract bij de Turkse voetbalclub Bugsaşspor.
Daarvoor speelde hij bij Gaziosmanpaşa SK. De spits is afkomstig uit de jeugdopleiding van RKC Waalwijk.
Hoewel hij voor het internationale jeugdteam onder de 18 en onder de 21 uit is gekomen heeft hij nog geen plaats in het internationale team.

## Clubcarrière
Kaya komt uit de jeugdopleiding van RKC Waalwijk. Hij werd in het seizoen 2007-2008 naar de eerste ploeg van Gençlerbirliği SK opgeroepen door de toenmalige trainer Reinhard Stumpf. Omdat hij niet veel speelkansen kreeg, werd hij voor een jaar uitgeleend aan jong Gençlerbirliği SK in het seizoen 2007-2008. Bij zijn terugkomst van jong Gençlerbirliği SK was hij weer uitgeleend en werd een van de basisspelers bij Kirsehirspor. Hij liet zijn kunsten vooral zien bij Kirsehirspor met 15 goals. 
Sinds 1 februari speelt Mustafa voor Bugsaşspor Ankara.

## Carrière
| Seizoen | Club                   | Wedstrijden | Doelpunten | Competitie       |
| ------- | ---------------------- | ----------- | ---------- | ---------------- |
| 2007/08 | Jong Gençlerbirliği SK | 31          | 10         | Super Lig        |
| 2008/09 | Kirsehirspor           | 35          | 15         | TFF 2.Lig        |
| 2009/10 | Hacettepe              | 25          | 7          | Bank Asya 1. Lig |
| 2010/11 | Hacettepe              | 35          | 6          | TFF 2.Lig        |
| 2011/12 | Gaziosmanpaşa          | 19          | 1          | TFF 2.Lig        |
| 2011/12 | Bugsaşspor             | 1           | 0          | TFF 2.Lig        |